# تالاگاسیایا
تالاگاسیایا (به لاتین: Talagasyaya) یک منطقهٔ مسکونی در سری‌لانکا است که در استان مرکزی (سری‌لانکا) واقع شده‌است.